# Rencontre sur l'Elbe
Pour plus de détails, voir Fiche technique et Distribution.
Rencontre sur l'Elbe (Встреча на Эльбе, Vstretcha na Elbe) est un film soviétique réalisé par Grigori Alexandrov, sorti en 1949.

## Synopsis
Le film traite de la collaboration entre l'Armée de terre soviétique et l'United States Army pendant la Seconde Guerre mondiale jusqu'au jour de l'Elbe.

## Fiche technique
- Titre : Rencontre sur l'Elbe
- Titre original : Встреча на Эльбе (Vstretcha na Elbe)
- Réalisation : Grigori Alexandrov
- Scénario : Lev Cheïnine, Leonid Tur et Piotr Tur
- Musique : Dmitri Chostakovitch
- Photographie : Édouard Tissé
- Montage : Eva Ladyjenskaïa
- Société de production : Mosfilm
- Pays de production :  Union soviétique
- Genre : Guerre
- Durée : 104 minutes
- Date de sortie : 
  - URSS : 16 mars 1949

## Distribution
- Vladlen Davydov : le commandant Kouzmine
- Constantin Nassonov : Maslov
- Boris Andreïev : le sergent Egorkine
- Mikhaïl Nazvanov : le major James Hill
- Lioubov Orlova : la journaliste Janet Sherwood
- Ivan Lioubeznov : le sergent Garri Perebyeinoga
- Vladimir Vladislavski : le général MacDermott
- Faïna Ranevskaïa : Mme MacDermott
- Erast Garine : le capitaine Tommy
- Sergueï Tsepine :  le sénateur Wood
- Iouri Iourovski : le professeur Otto Dietrich
- Guennadi Ioudine : Kurt Dietrich
- Viktor Koulakov : Ernst Schmetau
- Lidia Soukharevskaïa : Elsa Schmetau
- M. Mamine : Walter
- Nikolaï Nikititch : Schultz
- Piotr Starkovski : Rille
- Boris Svoboda : Fischer
- Andreï Faït : Schrank

## Bande originale
La musique du film a été composée par Dmitri Chostakovitch et inclut le titre Toska po rodine qui a connu un succès particulier dans le bloc de l'Est.